# Paramimus
Paramimus is een geslacht van vlinders van de familie dikkopjes (Hesperiidae), uit de onderfamilie Pyrginae.

## Soorten
- P. scurra (Hübner, 1809)
- P. stigma (Felder & Felder, 1867)